# Storhertugdømmet Toscana
Storhertugdømmet Toscana (italiensk: Granducato di Toscana) var et land i det nordlige Italien. Det eksisterede i to perioder. Oprettet i 1569, da det tidligere Hertugdømmet Firenze blev ophøjet til storhertugdømme af Pave Pius 5. Efter Napoleons sejre i det nordlige Italien, blev landet, ifølge Aranjuez-traktaten, omdannet til Kongeriget Etrurien i 1801. Da Napoleon var ude af billedet, genoprettedes landet i 1815 efter Wienerkongressen. I 1847 annekteredes nabolandet Lucca. Det fik sin afslutning efter en revolution i 1859.